# Койтас (Курчумский район)
Койтас (каз. Қойтас) — село в Куршимском районе Восточно-Казахстанской области Казахстана. Входит в состав Абайского сельского округа. Находится примерно в 52 км к востоку от районного центра, села Куршим. Код КАТО — 635233300.

## Население
В 1999 году население села составляло 665 человек (336 мужчин и 329 женщин). По данным переписи 2009 года, в селе проживало 347 человек (174 мужчины и 173 женщины).